# Euoniticellus fumigatus
Euoniticellus fumigatus är en skalbaggsart som beskrevs av Antoine Boucomont 1923. Euoniticellus fumigatus ingår i släktet Euoniticellus och familjen bladhorningar. Inga underarter finns listade i Catalogue of Life.